# EBS 문화센터
EBS 문화센터는 대한민국의 EBS에서 방송되었던 교양 프로그램이다.

## 개요
보다 쉽고 보다 깊고 보다 유쾌하게 전달하는 문화 이야기이다.

## 방송 시간
| 방송 채널 | 방송 기간                         | 방송 시간                         | 방송 분량 |
| --------- | --------------------------------- | --------------------------------- | --------- |
| EBS TV    | 1995년 8월 30일 ~ 1996년 2월 29일 | 매주 수 ~ 목 저녁 7:05 ~ 7:35     | 30분      |
| EBS TV    | 1996년 3월 6일 ~ 1996년 8월 29일  | 매주 수 ~ 목 저녁 7:30 ~ 8:00     | 30분      |
| EBS TV    | 1996년 9월 4일 ~ 1997년 2월 27일  | 매주 수 ~ 목 저녁 8:00 ~ 8:50     | 50분      |
| EBS TV    | 1997년 3월 3일 ~ 1998년 2월 27일  | 매주 평일 오전 9:05 ~ 9:35        | 30분      |
| EBS TV    | 1998년 3월 2일 ~ 1999년 2월 26일  | 매주 평일 오전 9:00 ~ 9:30        | 30분      |
| EBS TV    | 2000년 10월 2일 ~ 2003년 9월 26일 | 매주 평일 오전 9:00 ~ 9:30        | 30분      |
| EBS TV    | 1999년 3월 1일 ~ 2000년 9월 29일  | 매주 평일 아침 8:40 ~ 오전 9:10   | 30분      |
| EBS TV    | 2003년 9월 29일 ~ 2005년 8월 26일 | 매주 평일 아침 11:00 ~ 오전 11:30 | 30분      |
| EBS TV    | 2014년 2월 24일 ~ 2014년 5월 20일 | 매주 월 ~ 화 오전 10:10 ~ 10:50   | 40분      |

## 역대 진행자
- 김연주 (1995년)
- 김혜영 (1999년 ~ 2000년)
- 오영실 (2000년)
- 진양혜 (2001년)
- 김성경 (2002년 ~ 2003년)
- 김혜영 (2003년 ~ 2005년)
- 문지애 (2014년 2월 24일 ~ 5월 20일)

## 같이 보기
- 기분 좋은 날 (MBC TV)
- 좋은 아침 (SBS TV)
- 여유만만 (KBS 2TV)